# Renca (Santiago)
Renca ist eine Gemeinde der Región Metropolitana de Santiago mit 147.151 Einwohnern (2017). Sie ist eine der Gemeinden der Provinz Santiago.

## Profil
Die Gemeinde wurde im Jahr 1894 gegründet und hieß früher Villa de Renca. Sie grenzt im Norden an die Gemeinde Quilicura, im Osten an Conchalí und Independencia, im Süden an Quinta Normal und Cerro Navia, und im Westen an Pudahuel. In Renca wohnen vorwiegend Angehörige der Unterschicht und unteren Mittelschicht.

## Demografie
Laut der Volkszählung 2017 lebten in der Gemeinde Renca 147.151 Personen. Davon waren 72.681 Männer und 74.470 Frauen, womit es einen leichten Frauenüberschuss gab.

## Persönlichkeiten
- Carlos Palacios (* 2000), Fußballspieler